# سرتشاوة (سردشت)
سرتشاوة هي قرية في مقاطعة سردشت، إيران. عدد سكان هذه القرية هو 73 في سنة 2006.